# 宮地佑紀生
宮地 佑紀生（みやち ゆきお、1949年〈昭和24年〉1月9日 - ）は、中京圏を拠点に活動しているタレント、ミュージシャンである。

## 来歴・人物

### 来歴

#### ラジオ全盛期の申し子として
愛知県名古屋市中区大須生まれ。実家は緞帳屋だった。大須小学校、前津中学校、愛知高校卒業。身長163cm。
愛知学院大学卒業後、専門学校東京デザイナー学院に入学。23歳で、アクセサリーショップ「参百六拾六日の店」を創業。25歳の時、当時の名鉄セブン社員による生CMに出演したのがきっかけで、東海ラジオのプロデューサー 塩瀬修充の誘いを受け、ラジオ パーソナリティとなる。タレント活動開始当初は『ミッドナイト東海』（月曜）『どんどん土曜大放送』などを担当した。『ミッドナイト東海』の宮地の起用に際しては、東海ラジオの社内会議で反対の声があったが、塩瀬の尽力によって出演が決定した。
1976年、バンド「無有（むう）」を結成。「名古屋っ子」などの曲をリリースしたが全く売れなかった。かつては本名の「宮地由紀男」で活動していた時期もあるが、長女の誕生を機に改名している。

#### マルチな才能で活躍
タレントとして活動する一方で、「参百六拾六日の店」の経営も続け、多い時は豊橋や軽井沢など、全国で13店舗を展開したが、次第に借金が増え、店は次々と閉鎖していった。借金が1億円あった時には自殺さえ考えていたという。1997年、自身の冠番組『宮地佑紀生の聞いてみや〜ち』が始まる際に、最後に残った店舗を知人に譲り、以降の活動をタレント一本に絞った。本人が『聞いてみや〜ち』の放送中にたびたび話している内容によると、2006年に「既に借金は完済した」とのことである。
2000年代以降の活動としては、引き続き『聞いてみや〜ち』のパーソナリティを務め、メ〜テレ『特選朝いち どですか!』への出演がある。2004年12月10日、つボイノリオ、伊藤秀志と3人で、自主制作の振り込め詐欺撲滅ソング『オレオレ詐欺のドナタ』を発表した。2005年3月9日、初の自叙伝『宮地佑紀生の天国と地獄』を発売。同年8月26日に写真入り切手を発売した。名古屋市内にある高岳郵便局には関連する写真が掲示された。同年のにっぽんど真ん中祭りでは、伊藤秀志とともに総踊りの新曲『どまつり囃子 -ODORANA-』を披露した。

#### スガキヤと宮地
高校生の頃、貯めた小遣いでスガキヤのラーメンを食べていた時に、ラーメンに振りかけようとして振った胡椒の瓶の蓋が外れて、瓶の中身のほとんどをラーメンに掛けてしまったことがあった。しかし、その店の店長が厚意（追加料金なし）で代わりのラーメンを調理した。宮地はそれ以来、スガキヤが大好きになったという。このことから、寿がきや食品のCMへの出演依頼が来た際には嬉しさを超えて、感動したという。
ラーメンに関する本を執筆したことがあり、寿がきや食品のCMに出演。『どですか!』のラーメン開発企画では、寿がきや食品の全面協力の下、宮地自身も開発に携わりながら、番組特製の「どですかラーメン」を完成させた。この商品は当初、スガキヤの一部の店舗で販売されていたが、反響が大きかったため、サークルKの期間限定で、カップ麺を販売した。『聞いてみや〜ち』で、リスナーおすすめのラーメン店情報を随時募集していた。ボートピア名古屋のテレビCM、ラジオCMに出演したことがある。

#### ラジオ番組内での傷害事件、事実上の謹慎へ
2016年6月27日に『聞いてみや〜ち』の生放送中、共演者の神野三枝に暴行。刑事告訴を受け、神野に対する傷害容疑で、6月30日、愛知県千種警察署に逮捕された。翌7月1日に名古屋地方検察庁に身柄を送られるが、同日中に釈放された。生放送中の暴行で、マイクへの衝撃音や神野が「ごめんなさい」と謝っている音声がそのまま放送された。神野は事情聴取に対し「10年以上前から、宮地の振る舞いについてトラブルになることがあった」と供述、宮地も犯行の動機を「番組の進行に不満があった」などと供述したとされる。
この事件により、翌日の『聞いてみや〜ち』から2人とも休演。東海ラジオは宮地が逮捕された6月30日の放送を差し替え、番組の打ち切りを発表。宮地が傷害事件を起こしたことを「極めて遺憾」「残念」などと謝罪した。宮地が出演していた、スガキヤのテレビCMなども放送が中止され、レギュラー番組を降板する事態に発展した。
同年12月、名古屋区検察庁が傷害罪で略式起訴し、名古屋簡易裁判所が罰金30万円の略式命令を出し、有罪が確定した。翌年9月、所属事務所は宮地が神野と事件について「円満に解決」をしたことを発表した。
事件以降しばらくは、メディアに出演することはなく、事実上の謹慎状態となった。

#### ラジオ復帰へ
約1年半の謹慎を経て、2017年12月に東海ラジオの競合局であるCBCラジオのイベントにゲストとして出演し、事件から約1年半振りに公の場に姿を見せた。2018年8月、東京都内のイベントに出演。「もうすぐ、70歳。名古屋では“天然危険物”と言われている」「老人性認知症のほとんどが短気になるらしい。本当に短気になってきて、ささいなことで問題になったり、ささいなことで逮捕され…」と語り、イベント共演者からの「ささいなこととは反省がないのでは」との突っ込みには「反省しております」と頭を下げ、神妙な面持ちで「ほぼ仕事がゼロになり、嫁（妻）から生前死後硬直と言われた言葉が胸に突き刺さった」と語った。
同年10月1日、CBCラジオ『〜ともだちラジオ〜本音でゴメン!!』に河原龍夫とともにパーソナリティとして、2年3か月振りのレギュラーラジオ番組に復帰した。これに先駆けて、改編発表を行った翌日（2018年9月18日）の『つボイノリオの聞けば聞くほど』にゲスト出演し、CBCラジオの番組に初めて登場した。一方で、2016年6月の不祥事以降は、かつて自身の冠番組にレギュラー出演していた東海ラジオには出演していない。

## ディスコグラフィ

### シングル
- 倫理との闘い（1986年発売、「宮地佑紀生と宮サマ隊」宮地佑紀生・デッシー宮地(西規之)・うりふたーつ宮地(中神滋斗)）
- オレオレ詐欺のドナタ（2004年12月10日発売、つボイノリオ・宮地佑紀生・伊藤秀志）
- どまつり囃子 -ODORANA-（2005年発売、にっぽんど真ん中祭り総踊り曲、宮地佑紀生・伊藤秀志）

### アルバム
- 無有Ⅰ（1977年?月?日発売／CD復刻盤　2006年12月20日／2016年3月23日）
- 宮地の壱盤（2007年11月30日発売）

## メディア

### 過去の出演

#### テレビ番組
- 中学生日記（NHK名古屋制作・全国ネット） - 2004年放送の「ああ、ブリーフ」に、川出周の父親役で出演。
- さらさらサラダ（NHK名古屋） - 2004年12月10日に発売した「オレオレ詐欺のドナタ」PRを兼ねて、同年12月15日に出演。
- ドラマ10 全力離婚相談（2015年、NHK総合テレビ） - 松山 役
- 黄金鯱伝説グランスピアー（東海テレビ） - 帯刀龍河 役
  - 黄金鯱伝説グランスピアー 2ndシーズン
- ドラゴンズ・ノート（中京テレビ）
- ラジオDEごめん（中京テレビ） - 火曜担当。
- 中京テレビニュースプラス1 （中京テレビ） - 出演当時に番組が実施していたコーナー「投稿ビデオ」を担当。
- 宮地佑紀生の電波将軍（中京テレビ）
  - 宮地佑紀生の電波大将軍（中京テレビ）
  - 宮地佑紀生の電波闇将軍（中京テレビ）
  - 宮地佑紀生の電波騎士（中京テレビ）
- 宮地佑紀生の奥さまランチ（中京テレビ）
  - 宮地佑紀生の奥さま御用達（中京テレビ）
- サタ・ミヤ（中京テレビ）
- みや～ちのいいモノ見つけ旅（メ〜テレ）- 2 - 3ヶ月おきに放送。
- どですか! （メ〜テレ） - 2002年4月 - 2011年3月。サンデーフォークの「退職金」代わりとして紹介された仕事という[12]。
- メレンゲの気持ち（日本テレビ） - 宮地が帯番組のレギュラーを2本抱えていることから、番組内コーナー「アニマル探偵団」で、「名古屋のみのもんた」との触れ込みで特集された。取材スタッフが朝からプライベートでの生活に至るまで、宮地に密着取材した。
- 木曜スペシャル「これが決定版・爆笑!プロ野球珍プレー好プレー」（日本テレビ） - ナレーターとして出演。
- よゐこ部（毎日放送） - 食物部のロケが名古屋で行われた際、試食人として出演。

#### ラジオ番組
- 〜ともだちラジオ〜本音でゴメン!!（CBCラジオ）
- ラジ和尚・長谷雄蓮華のちょっと、かけこまナイト!（CBCラジオ）- 2021年4月の放送開始から出演していたが、2024年10月頃から休演が多くなり、2025年3月に正式降板。
- ミッドナイト東海（東海ラジオ）- 月曜 担当[1]
- どんどん土曜大放送（東海ラジオ）[1]
- おっと! 宮地族（東海ラジオ）[1]
- ここがSF一丁目（東海ラジオ）- 月曜、水曜、金曜 → 月曜、火曜 担当[1]
- うたワイド ベスト50（東海ラジオ）
- 激烈! 宮地塾（東海ラジオ）
- J・POP Magic （東海ラジオ）- 月曜 - 木曜 担当
- GAMGAM エブリディ（東海ラジオ）
- 宮地佑紀生の聞いてみや〜ち（東海ラジオ） - 前述の生放送中に自身が起こした傷害事件により、打ち切り。
- アタックヤング（STVラジオ）- 水曜 担当

#### CM
- 寿がきや食品（テレビCM、中京ローカル、サンテレビジョン）[注釈 5]
- 公共広告機構（テレビCM、中京ローカル） - 2000年度の「名古屋が「本場」？」[注釈 6]で、ナレーションを担当。また、CMの最後に名古屋ことばで「（♪AC～）公共広告機構だがね」と言っていた。
- 医療法人としわ会
- 匠一級建築士事務所（ラジオCM、CBCラジオのみ） - 地震への対策（耐震診断等）を呼びかけていた。
- ワークマン（ラジオCM、東海ラジオのみ） - 全国的には吉幾三がCMに起用されているが、東海ラジオで放送されている同社CMには、宮地と神野三枝が出演していた。
- ボートピア名古屋（テレビ・ラジオCM、中京ローカル）
- VEGAS （テレビ・ラジオCM、中京ローカル） - 波珍古市（パチンコシティー）・市長役で出演。このバージョンのCMは数種類あり、「パチンコしてー!!（パチンコシティー）」と叫んでいるバージョンがある。

### 映画
- アイコ十六歳（1983年、金魚屋の親父役）[注釈 7]

## 執筆

### 著書
- 宮地祐紀生の天国と地獄 名古屋で30年間しゃべり続けた男が初めて明かす（2005年3月9日発売、発行 - クリタ舎、ISBN 978-4-903041-00-1）
- 東海ラーメン道（全2冊。それぞれ、月刊ケリーで連載しているコラムや未掲載のものを収録）

### 雑誌連載
- 月刊KELLy（ゲイン） - 『宮地佑紀生の世渡り上手は手みやげ上手』 → 『宮地祐紀生の私的・ラーメン道』

### その他
- データ放送視聴ポイント大還元祭! でら得キャンペーン（東海テレビ、2012年4月30日 - 9月2日） - 法被、鉢巻を巻いた姿で出演。

## 関連人物
- 松山千春 - 長年に渡り親交があるアーティストで、宮地曰く「年下の兄貴」。借金で苦しんでいた頃の宮地を北海道内で放送されている自身のラジオ番組のパートナーに迎え入れた。宮地が中京圏以外でパーソナリティを務めたラジオ番組はSTVラジオ『アタックヤング』のみだが、宮地をSTVラジオに紹介したのは松山である[13]。『宮地佑紀生の聞いてみや〜ち』が放送されていた時期は、松山がその番組のリスナープレゼントを提供していた。
- 岡村孝子 - 「あみん」として音楽活動を開始した時代から親交がある。岡村は自身の楽曲のキャンペーンなどで名古屋を訪れた際は、宮地の番組にゲスト出演していた。
- 神野三枝 - 2016年6月に暴行事件（上述）が起こるまで『聞いてみや〜ち』で長年コンビを組んでいたラジオ パーソナリティ[注釈 8]。
- つボイノリオ - ラジオ パーソナリティ。『ミッドナイト東海』のDJ経験者という繋がりがある。現在、東海ラジオのライバル局であるCBCラジオで『つボイノリオの聞けば聞くほど』のパーソナリティを務める。共演は少ないものの、30年近くの親交を持つ。同じ1949年生まれでもある[注釈 9]。2013年、東海テレビの特撮ドラマ『黄金鯱伝説グランスピアー』で共演した。
- 河原龍夫 - 宮地と同じく中京圏を拠点に活動する、ラジオ パーソナリティ・ミュージシャンで、サンデーフォークでの繋がりから親交がある。『聞いてみや〜ち』内で度々、宮地にネタにされている。河原の結婚式の司会を宮地が務めた。2018年10月に復帰したラジオ番組のパートナーである。
- 矢野きよ実 - 宮地と同じく中京圏を拠点に活動する、ローカル タレント。『どですか!』で、宮地と共演した。
- 嘉門達夫（現：嘉門タツオ）- 宮地や矢野と同様、『ラジオDEごめん』に出演。3者ともに担当曜日は別々であったが、その当時から親交がある。
- 福留孝介 - 元中日ドラゴンズ、元阪神タイガース外野手。プライベートで親交があり、2004年のアテネ五輪では、日本代表として出場した福留の試合を、宮地が現地観戦した。『聞いてみや〜ち』にゲストとして出演したことがあり、米大リーグ移籍後から日本球界復帰の阪神入団決定前までは同番組で、「今日の孝介は」コーナーがあった。
- 山崎武司 - 元中日ドラゴンズ、元東北楽天ゴールデンイーグルス選手。ドラゴンズ時代から、宮地や上記の福留も含め親交があり、福留が運営するサイトの写真ギャラリーには、3人で撮影した写真が多々掲載されている。